# Арнон, Даниэль
Даниэ́ль Изра́иль Арнон (англ. Daniel I. Arnon; 14 ноября 1910, Варшава, Польша — 20 декабря 1994, Калифорния, США) — американский биохимик и физиолог растений. Установил, что ферредоксин является универсальной частью фотосинтетического аппарата. В 1954 году обнаружил фотосинтетическое фосфорилирование. Вместе с Деннисом Хогландом доказали важность молибдена и ванадия для роста растений и зелёных морских водорослей.
За свои достижения и большой вклад в химию был награждён множеством премий в области науки.

## Юность и образование
Даниэль Арнон родился в Варшаве 14 ноября 1910 года. Он был старшим из четырёх сыновей. Семья жила в Варшаве, но проводила лето на ферме, где молодой Даниэль заинтересовался растениями и сельским хозяйством. Он был очень одарённым и рано начал учиться. Начав посещать частную библиотеку, молодой человек поразил библиотекаря, часто читая по четыре книги в день. Арнон много занимался спортом, особенно футболом. Его отец был оптовиком, после Первой мировой войны он потерял свой бизнес и стал агентом по закупкам.
После войны наступил страшный голод, из-за чего Арнон был привлечён к сельскохозяйственным работам. В 18 лет он переехал в Калифорнию. Сперва Арнон учился в местном сельскохозяйственном колледже Чэффей, где работал в апельсиновых садах южной Калифорнии. После года обучения молодой человек перешёл в Беркли. Он зарабатывал себе на жизнь случайными заработками, такими как садоводство и работа на фермах. С раннего возраста Арнон привык к тяжёлой работе. Он добровольно ушёл в армию во время Второй мировой войны и стал майором в армейском воздушном корпусе, где продолжал свою работу над культурой питательных веществ растений. Военная служба воспитала в нём самодисциплину и организованность.

## Карьера в Беркли
Всю свою жизнь Арнон работал в Калифорнийском университете в Беркли. Он получил степень бакалавра в 1932 году, доктора философии в 1936 под руководством профессора Денниса Р. Хогланда. Результатом их исследования стала формула для питательного раствора (известная как раствор Хогланда), который до сих пор используется во всём мире для выращивания растений.
В своей работе Арнон следовал двум основным принципам: многократное повторение и разработка простых экспериментов. Каждую неделю в университете Беркли проводился научный семинар, в котором активно участвовал Арнон.
Арнон внёс большой вклад в создание учебника по биологии для средней школы, в котором написал четыре главы по развитию процессов жизнедеятельности. Впоследствии этот учебник широко использовался в американских школах.
У Арнона было относительно немного аспирантов. Многие из них были из Европы и Японии. Арнон думал, что идеальным было бы иметь одного аспиранта и, возможно, трёх или четырёх научных сотрудников. В его лаборатории никогда не работало более 20 человек. Большая часть студентов и научных сотрудников, обучаемых в лаборатории, впоследствии приобрели национальную или международную известность. Большинство из них стали близкими друзьями Арнона.
В 1961 году учёный организовал кафедру физиологии клетки, где многие годы велись исследования по фотосинтезу и азотофиксации.

## Научная деятельность

### Минеральное питание растений (1936—1950 годы)
Его работа с Хогландом принесла Арнону международное признание. В первой части его профессиональной карьеры Арнон и его коллеги доказали важность молибдена для роста растений и ванадия для роста зелёных морских водорослей. Эти результаты привели к продвижению в исследованиях азотофиксации, в которой оба элемента играли важную роль. Было продемонстрировано, что хлоропласты используют энергию солнечного света для произведения аденозинтрифосфата (ATФ). Исследование молибдена позже нашло агрономическое применение: добавление небольшого количества молибдена к повреждённым почвам восстанавливало урожайность и резко увеличило урожаи во многих областях мира, особенно в Австралии.

### Период фотосинтеза (1951—1978 годы)
Работая над питанием растений, Арнон изучал фотосинтез и в 1954 году обнаружил фотосинтетическое фосфорилирование. Он продемонстрировал, что хлоропласты используют энергию солнечного света для произведения аденозинтрифосфата (ATФ) — универсального носителя энергии живых клеток. Арнон открыл циклический тип фотофосфорилирования, в котором ATФ — единственный продукт энергетического преобразования, и нециклический тип, в котором формирование ATФ сопровождается высвобождением кислорода и генерацией восстановителя (снижение пиридиновых нуклеотидов, или НАДФ). Арнон был первым, кто провёл полный фотосинтез вне живой клетки. Это открытие стало началом новой эпохи в фотосинтезе и сделало возможным создание систем, которые регулируют усвоение углекислого газа и путей биосинтеза основных клеточных продуктов. Несмотря на это, открытия Арнона оставались в течение многих лет или непринятыми, или непонятными.
В 1962 году Арнон показал, что ферредоксин является универсальной частью фотосинтетического аппарата. Он доказал, что ферредоксин связан с формированием АТФ как катализатор циклического и нециклического фотофосфорилирования. Благодаря этой работе зелёные морские водоросли, содержащие гидрогеназу, начали использовать для производства водородного газа для энергоснабжения.
Расширение нециклических экспериментов по фотофосфорилированию показало, что ферредоксин может также катализировать псевдоциклическое фотофосфорилирование. Также Арнон открыл новые виды ферредоксинов — функционально связанных белков у гетерофобных аэробных бактерий. В дальнейших исследованиях он и его коллеги обнаружили новый путь фотосинтетической ассимиляции углекислого газа у бактерий в результате возвращающего углекислотного цикла (обратный цикл трикарбоновых кислот).
В 1970-х Арнон выполнил обширную работу с цитохромом хлоропластов и цианобактерий. Эти усилия помогли обнаружить изменение абсорбции при 550 нм, как было позже показано, из-за акцептора кислорода выделенной фотосистемы (фотосистемы II). Выявление хлоропластов в мембранных железо-серных белках в Беркли и других местах вскоре способствовало появлению новой области исследований, которые привели к более глубокому пониманию процессов транспорта электронов в кислородном фотосинтезе.

## Последний период жизни
До выхода на пенсию лаборатория Арнона хорошо финансировалась: он гордился тем, что эксперименты никогда не откладывались из-за нехватки денег. Особенно учёный был благодарен за поддержку, которую он получил от Национального института здоровья (его первый заочный грант), американского флота (фонды для большого оборудования) и фонда Чарльза Ф. Кеттеринга.
После выхода на пенсию в 1978 году и до конца жизни Арнон продолжал заниматься исследованиями и ежедневно писал.
За последние десять лет своей жизни Арнон написал четыре небольшие статьи, включающие в себя хронику его главных открытий. Первая статья была посвящена истории открытия фотофосфорилирования, вторая — полному фотосинтезу изолированными хлоропластами, и третья — хлоропластам ферредоксина. В четвёртой он описал основы восстановительного цикла карбоновых кислот и долгую борьбу за принятие этой гипотезы научным сообществом.
Даниэль Арнон внезапно умер 20 декабря 1994 года из-за сердечного приступа, в возрасте 84 лет.
После смерти оставшиеся деньги Арнона были направлены в департамент растений и микробиологии Беркли для выплаты стипендий и проведения ежегодных лекций в память о нём. Его работы были размещены в архивной коллекции в Библиотеке Бэнкрофта в университетском городке Беркли. Коллекция включает в себя лабораторные журналы, слайды, плёнки и другие материалы исследований, рукописи, препринты и публикации, а также заявки на получение грантов и переиздание книг. В этом архиве немало источников, проливающих свет на историю изучения фотосинтеза в Беркли, в частности, переписка с его коллегами, среди которых такие известные учёные, как Мелвин Кальвин и Гленн Сиборг. Кроме того, члены семьи Арнона передали множество фотографий, личных документов и других памятных вещей, что позволяет представить более полную картину жизни этого человека.

## Семья
У Арнона было пятеро детей: Энн Арнон Ходж, Рут Арнон Хэнхэм, Стивен Арнон, Нэнси Арнон Агнью, и Деннис Арнон и 8 внуков. Его жена, Лусил Соуле, умерла на семь лет раньше мужа.

## Особенности характера
Арнон был крайне практичен, когда дело доходило до денег, и в обязательном порядке, использовал время и обстоятельства для увеличения бюджета. В отношениях с коллегами он всегда сохранял определённую формальность и поощрял тихую, профессиональную атмосферу в лаборатории. К науке он относился серьёзно. Тем не менее, ежедневные обсуждения, которые он проводил с сотрудниками лаборатории, не обходились без шуток.
Всю жизнь он любил классическую музыку, и в более поздние годы он всё больше времени уделял ей, часто слушал ночью произведения Бетховена.

## Премии и почести
Даниэль Арнон был почётным членом следующих научных сообществ:
- Национальная академия наук США;
- Шведская королевская академия наук;
- Академия сельского хозяйства (Académie d’Agriculture de France);
- Германская академия естествоиспытателей «Леопольдина»;
- Скандинавское общество физиологов растений;
- Испанское биохимическое общество;
- Американская академия искусств и наук;
- Американская ассоциация содействия развитию науки (AAAS);
- Американское общество физиологов растений (вице-президент в 1950-51, президент в 1952-53 годах[12]).

Участвовал в создании ежегодника Annual Review of Plant Physiology.
В начале 1950-х благодаря его усилиям в журнал Plant Physiology были включены разделы о биохимии растений.
Среди его наград:
- Berkeley Citation (1985), высшая награда университетского городка, «за выдающиеся достижения и за значительную службу в университете»[13];
- Премия Ньюкомба Кливленда Американской ассоциации содействия развитию науки (1940, совместно с Д. Р. Хогландом);
- Медаль Финсена Международного союза фотобиологии;
- Премия Стивена Хэйлза Американского общества физиологов растений (1966), «в честь его выдающегося вклада в развитие физиологии растений как науки»[14];
- Премия Членства Чарльза Рида Барнса Лайфа;
- Премия Чарльза Ф. Кеттеринга Американского общества физиологов растений (1984)[15];
- Почётный доктор университетов Бордо и Севильи;
- Национальная научная медаль США «за фундаментальные исследования механизмов зелёных растений, использования света для производства химической энергии и кислорода, за вклад в наше понимание питания растений» (1973).